# Krigsåret 1997

## Pågående krig
- Första Kongokriget (1996-1997)
  - AFDL-gerillan under ledning av Laurent Kabila, Rwanda och Uganda på ena sidan
  - Zaire på andra sidan

## Händelser

### Januari
- 21 januari - Indiens polis kvitterar ut 500 tidigare hemliga dokument om schweiziska bankkonton, bland annat om Boforsaffären.[1]
- 30 januari - 25-årsminnet av den Blodiga söndagen i Nordirland uppmärksammas.[1]

### Maj
- 16 - President Mobutu Sese Seko flyr från Zaire
- 17 - AFDL marscherar in i Kinshasa som segrare i Första Kongokriget.
- 22 maj - Rysslands president Boris Jeltsin skäller ut den ryske försvarsledningen inför TV, för misshushållning och dåligt jobb. Försvarsminister Igor Rodionov och generalstabschef Viktor Samsonov avskedas.[1]

### Juli
- 5 juli - Che Guevaras kvarlevor identifieras av kubanska och argentinska experter i en massgrav under ett flygfält i Valle Grande på Andernas östsluttning i södra Bolivia.[1]
- 26 juli - Röda khmerernas radiostation uppger att Pol Pot och tre av hans närmaste män fått livstids fängelse vid rättegångar i Röda khmerernas fäste Anlong Veng i norra Kambodja.[1]
- 14 juli - Haagtribunalen dömer 41-årige Dušan Tadić till 20 års fängelse för brott mot mänskligheten i Bosnienkriget.[1]
- 19 juli - IRA utlyser "entydig" vapenvila i Nordirlandfkonflikten, vilken träder i kraft kommande dag.[1]
- 22 juli - En militärdomstol dömer 22-årige Erich Priebke till 15 års fängelse.[1]

### Augusti
- 23 augusti - Kung Carl XVI Gustaf av Sverige besöker Sveriges fredsstyrkor i Bosnien-Hercegovina.[1]

### September
- 6 september - Ett monument åt svenska sjömän som dödades i andra världskriget reses i Göteborg.[1]

### December
- 30 - Konflikten i Kosovo växer då serbisk polis angriper demonstrerande albanska studenter i Pristina.[2]
- 31 - Strax efter klockan 14:00 avfyras det sista skottet från Bodens fästning. Därefter är den nerlagd som försvarsverk och skall bli turistattraktion istället.

## Avlidna
- 26 juli – Jaime Milans del Bosch, 82, spansk tidigare generallöjtnant.[1]

### Fotnoter
1. 1 2 3 4 5 6 7 8 9 10 11   Horisont 1997. Bertmarks
2. ↑   När Var Hur 1999. Forum